# Géza Imre
Géza Imre, né le 23 décembre 1974 à Budapest, est un escrimeur hongrois pratiquant l'épée.  Il a remporté le titre européen lors des Championnats d'Europe d'escrime 2008 à Kiev et a été trois fois médaillé aux Jeux olympiques.
Il est marié avec Beatrix Kökény, une handballeuse, membre de l’équipe nationale double médaillée aux jeux olympiques.

## Palmarès
- Jeux olympiques :
  -  Médaille d'argent par équipes aux Jeux olympiques de 2004 à Athènes
  -  Médaille d'argent aux Jeux olympiques de 2016 à Rio de Janeiro
  -  Médaille de bronze aux Jeux olympiques de 1996 à Atlanta
  -  Médaille de bronze par équipes aux Jeux olympiques de 2016 à Rio de Janeiro
- Championnats du monde d'escrime
  -  Médaille d'or aux championnats du monde d'escrime 2015 à Moscou
  -  Médaille d'or par équipes aux championnats du monde d'escrime 2013 à Budapest
  -  Médaille de bronze par équipes aux championnats du monde d'escrime 2012 à Kiev
  -  Médaille d'argent par équipes aux championnats du monde d'escrime 2011 à Catane
  -  Médaille de bronze par équipes aux championnats du monde d'escrime 2010 à Paris
  -  Médaille d'argent par équipes aux championnats du monde d'escrime 2009 à Antalya
  -  Médaille de bronze par équipes aux championnats du monde d'escrime 2007 à Saint-Pétersbourg
  -  Médaille d'or par équipes aux championnats du monde d'escrime 2001 à Nîmes
  -  Médaille d'or par équipes aux championnats du monde d'escrime 1998 à La Chaux-de-Fonds
  -  Médaille de bronze par équipes aux championnats du monde d'escrime 1995 à La Haye

- Championnats d'Europe d'escrime
  -  Médaille d'argent par équipes aux championnats d'Europe d'escrime 2013 à Zagreb
  -  Médaille d'argent par équipes aux championnats d'Europe d'escrime 2012 à Legnano
  -  Médaille d'argent par équipes aux championnats d'Europe d'escrime 2011 à Sheffield
  -  Médaille d'or par équipes aux championnats d'Europe d'escrime 2010 à Leipzig
  -  Médaille d'or par équipes aux championnats d'Europe d'escrime 2009 à Plovdiv
  -  Médaille d'or aux Championnats d'Europe d'escrime 2008 à Kiev
  -  Médaille d'argent par équipes aux Championnats d'Europe d'escrime 2008 à Kiev
  -  Médaille d'or par équipes aux championnats d'Europe d'escrime 2007 à Gand
  -  Médaille d'or par équipes aux championnats d'Europe d'escrime 2006 à Izmir
  -  Médaille de bronze par équipes aux championnats d'Europe d'escrime 2005 à Zalaegerszeg
  -  Médaille de bronze aux championnats d'Europe d'escrime 2002 à Moscou
  -  Médaille d'or par équipes aux championnats d'Europe d'escrime 1998 à Plovdiv